# 2009年冬季世界大學生運動會
第二十四届冬季大学生运动会于2009年2月18日至2月28日在中国黑龙江省哈尔滨市举行。这是中国首次举行冬季大学生运动会。

## 吉祥物
冬冬為本屆大學生冬季運動會的吉祥物，是由白雪組成的卡通人物，並以雪花为创作元素，加以白色和蓝色为主色，從而突出了主辦城市和冬季体育赛事的特色。

## 會徽
本屆大學生冬季運動會會徽以一個由藍色線條的U字所組成。U成大學為意，而線條代表了冬季運動的動感，又象徵著青春，以及体现了人与运动、人与自然之间互动和谐的美。

## 火炬
火炬高70厘米，重1000克，以白、蓝为主色调。其创意灵感来自于哈尔滨在黑龙江省版图上所处的地理位置——天鹅项下的明珠。火炬造型完好地展现了哈尔滨的文化和本届大冬会“冰雪、青春、未来”的主题，给人以优美、纯洁的感觉。此造型符合人体工程学原理，握举方便、舒适。

## 獎牌
本屆大學生冬季運動會的獎牌設計征集於2007年11月2日展開，並於2008年12月30日公佈結果，名為「水晶镶金」，該獎牌最大的特色是由隱明的膠片中镶入金、銀、銅三種小牌，象徵著冰雪，以及運動員的纯洁。

## 奖牌榜
| 排名 | 国家／地区 | 金牌 | 银牌 | 铜牌 | 總數 |
| ---- | ---------- | ---- | ---- | ---- | ---- |
| 1    | 中国       | 18   | 18   | 12   | 48   |
| 2    | 俄羅斯     | 18   | 14   | 18   | 50   |
| 3    |            | 12   | 7    | 9    | 28   |
| 4    | 日本       | 9    | 8    | 3    | 20   |
| 5    | 瑞士       | 7    | 3    | 4    | 15   |
| 6    | 奥地利     | 4    | 3    | 2    | 9    |
| 7    | 法國       | 2    | 6    | 5    | 13   |
| 8    | 波蘭       | 2    | 4    | 8    | 14   |
| 9    | 荷蘭       | 2    | 1    | 1    | 4    |
| 10   | 瑞典       | 2    | 0    | 0    | 2    |
| 11   | 加拿大     | 1    | 4    | 1    | 6    |
| 12   | 捷克       | 1    | 3    | 5    | 9    |
| 13   | 乌克兰     | 1    | 2    | 4    | 7    |
| 14   | 德国       | 1    | 2    | 3    | 6    |
| 15   | 以色列     | 1    | 0    | 0    | 1    |
| 16   | 芬兰       | 0    | 2    | 1    | 3    |
| 17   | 斯洛伐克   | 0    | 1    | 1    | 2    |
| 17   | 義大利     | 0    | 1    | 1    | 2    |
| 19   | 白俄羅斯   | 0    | 1    | 0    | 1    |
| 19   | 挪威       | 0    | 1    | 0    | 1    |
| 總計 | 總計       | 81   | 81   | 81   | 243  |

## 賽事焦點
- 2月19日
  - 速度滑冰﹕本屆大學生冬季運動會的首面金牌產生，南韓的李相花於女子500米小項中以38秒16贏得金牌，銀牌和銅牌分別由中國的于静與張爽取得[5]。
  - 短道速滑﹕中國的周洋、刘秋宏和孙琳琳分別於女子1500小項中贏得金、銀、銅三面獎牌，是本屆冬季運動會中首個包辦三面獎牌的國家[6]。
  - 冰球﹕亞洲排名最高的中國隊與日本隊於小組賽碰面，最終日本以一球險勝中國[7]。
  - 短道速滑﹕在男子1500米小項中，韩国队包揽了前三名，中国小将高鸣获得第四名。
  - 速度滑冰﹕韩国名将李康爽[8]夺得了男子500米金牌，中国于凤桐获得银牌。
- 2月20日
  - 越野滑雪﹕俄羅斯維持其越野滑雪的強勢，於男子自由式10公里小項中包辦前四位，為乓羅斯贏得他們在本屆賽事的首面獎牌[9]。
  - 越野滑雪﹕女子自由式5公里小項中，俄羅斯的瓦琳吉娜·诺维克娃以15分07秒完成賽事，摘下金牌，其隊友則取得銀牌和銅牌[10]。
  - 速度滑冰﹕日本運動員小平奈绪於女子1500米小項中以0.24秒之差壓過中國的董飛飛，奪得日本於本屆賽事的第一面金牌，銅牌則由中國的吉佳取下[11]。
  - 自由式滑雪﹕本屆賽事新增的小項—男子爭壩小項展開，最終來自法國的加郎．安托万先到終點，贏得金牌[12]。
  - 北歐兩項﹕德國的特佩尔．斯特芬於男子K90個人小項中力壓日本的山長太，摘下該小項的金牌[13]。
  - 高山滑雪﹕高山滑雪賽事首日進行，來自瑞士的沃尔夫．塔玛拉於女子滑降小項以1分29秒35的成績掄元﹔男子方面，同樣來自瑞士的博纳．桑德罗以1分35秒39贏得金牌[14]。
- 2月21日
  - 單板滑雪﹕奧地利的安德利斯於男子爭霸賽中以首名到達終點的成績，奪得該小項的金牌，銀牌和銅牌則由捷克的克莱拉與意大利的拉斐尔拉取得[15]。
  - 速度滑冰﹕南韓的李康爽於男子100米小項再下一城，他在該小項以9秒61贏得他在本屆賽事中的第二面金牌[16]。
  - 跳台滑雪﹕來自日本的茂野美孝以198.5米摘下女子K90個人小項金牌，銅牌則由中國的李震环取得。女子跳台滑雪並非冬季奧運的小項[17]。
  - 花樣滑雪﹕花樣滑冰的首日賽程展開，以色列組合在冰舞小項的規定舞項目領先，得分為34.77分[18]。
  - 花樣滑冰﹕雙人滑小項方面，中國組合—張丹、張昊在首日的賽事中以68.32分暫排首位，距離次名的俄羅斯組合17分[19]。
- 2月22日﹕
  - 自由式滑雪﹕都靈冬季奧運金牌得主—中國的李妮娜於女子空中技術小項中以191.40分掄元，其隊友程爽與代爽飛瓜分銀牌和銅牌[20]。
  - 冰球﹕世界冠軍芬蘭於小組賽爆冷不敵中國2-3，是芬蘭於本屆賽事中首場的敗仗[21]。
  - 速度滑冰﹕南韓奪得他們於本屆賽事中的第七面金牌，該國運動員毛太范在男子1500米小中以1分48秒22的成績贏得金牌[22]。
  - 花樣滑冰﹕中國組合—張丹、張昊於雙人滑小項中以總分195.32分第三度問鼎大冬運的金牌[23]。
  - 短道速滑﹕於女子3000米小項半決賽中，9位運動員因「消極比賽」而被集體取消資格，當中包括該賽事的大熱周洋和梁信友。由於同一場賽事中同時有9人被取消資格，是在短道部滑比賽中極為稀有的[24]。
- 2月23日
  - 自由式滑雪﹕剛於十一運會贏得金牌的賈宗洋在男子空中技移小項中以239.40分摘下中國第9面金牌，他的隊友劉忠慶與吳超取得銀牌和銅牌[25]。
  - 冰壺﹕2008年女子世界杯冠軍加拿大與亞軍中國於第七輛首場會師，最終加拿大以1分險勝中國，目前處於榜首位置。
  - 北歐兩項﹕日本於男子K90團體小項中反超前奧地利、德國、捷克等國，奪得該小項的金牌[26]。
  - 高山滑雪﹕因氣候問題而廷期多天的高山滑雪再次展開，瑞士的博纳．桑德罗在男子超級大回轉小項中以1分24秒75奪冠，是繼速降小項後，他所贏得的第二面金牌[27]。
  - 跳台滑雪﹕奧地利的安特博格．大卫於男子125K小項中，以總成績122.5分贏得金牌[28]。
  - 短道速滑﹕中國於男子5000米接力小項以7分03秒929力壓南韓與加拿大，贏得該小項的金牌[29]。
  - 單板滑雪﹕男子大回轉小項，俄羅斯的维克尔多後來居上，以1.18秒的優勢超越奧地利的安得利斯，摘下一面金牌[30]。
- 2月24日
  - 越野滑雪﹕俄羅斯的三位運動員﹕瓦琳吉娜·诺维克娃、玛丽娅·彻尔纽索娃與朱莉娅·彻卡列娃於女子追逐小項中瓜分金、銀、銅三面獎牌[31]。
  - 速度滑冰﹕早前於男子1500米小項摘金的毛太范於1000小項再下一城，以1分10秒05贏得金牌[32]。
  - 自由式滑雪﹕由賈宗洋、刘忠庆與李妮娜组成的中國隊於非奧運小項男女子混合空中技巧賽中以335.257分奪得自由式滑雪中的全部金牌[33]。
  - 速度滑冰﹕中國的董飛飛於女子5000米小項以7分19秒76的成績贏得該小項的金牌[34]。
  - 花樣滑冰﹕日本的中野友加里於女子單人滑小項以154.63分贏得該小項的金牌[35]。
  - 花樣滑冰﹕瑞典隊在女子隊列自由滑小項中以128.92分贏得該非奧運小項的金牌[36]。
- 2月24日
  - 冬季兩項﹕俄羅斯於冬季兩項繼續保持強勢，他們於男子短距離及女子短距離小項分別奪得金牌[37]。
  - 單板滑雪﹕中國憑世界冠軍劉佳宇及孙志峰、徐晨包辦半管道小項的三面獎牌[38]。
  - 高山滑雪﹕瑞士的屈什．迪米特里以2分11秒20的成績，摘下男子大回轉小項的金牌[39]。
  - 越野滑雪﹕俄羅斯組合在男子4x10公里接力小項以2分鐘的優勢先到終點，贏得該小項的金牌[40]。
- 2月25日
  - 高山滑雪﹕波蘭的卡拉辛斯卡．卡塔兹娜以1分25秒39凡劺績奪得女子回轉小項的金牌[41]。
  - 速度滑冰﹕中國組合在女子團體追逐小項中以3分07秒38贏得中國於本屆運動會中的第16面金牌[42]。
  - 冰球﹕女子冰球賽事的半決賽展開，當中中國再度戰勝芬蘭晉身決賽﹔另一場事中，加拿大以10-1大破斯洛伐克[43]。
- 2月26日
  - 冰壺﹕女子冰壺決賽，中國以6-5擊敗世界冠軍加拿大，首度奪得世界冬季大學生運動會的冰壺項目金牌[44]。
  - 冰壺﹕瑞典於加時後以1分戰勝挪威，贏得男子冰壺金牌[45]。
- 2月27日
  - 冰球﹕女子冰球決賽，加拿大以3-1戰勝中國，奪得金牌[46]。

## 比賽項目
本屆大學生冬季運動會共有12個項目81個小項，分別為﹕
- 自由式滑雪：
- 短道速滑：
- 冬季兩項：
- 越野滑雪：
- 單板滑雪：
- 速度滑冰：
- 高山滑雪：
- 冰球：
- 北歐兩項：
- 花樣滑冰：
- 冰壺：
- 跳台滑雪：

## 參與國家及地區
本屆大學生冬季運動會共有44個國家或地區參與，當中參與運動員達4500人，是歷屆大學生冬季運動會之冠。
- 中華臺北
- 中国
- 蒙古国
- 日本
- 泰國
- 黎巴嫩
- 土耳其
- 英国
- 西班牙
- 法國
- 爱沙尼亚
- 德国
- 義大利
- 奥地利
- 匈牙利
- 荷蘭
- 圣马力诺
- 白俄羅斯
- 拉脫維亞
- 塞爾維亞
- 捷克
- 保加利亚
- 希腊
- 挪威
- 斯洛伐克
- 乌克兰
- 瑞士
- 以色列
- 波蘭
- 立陶宛
- 瑞典
- 芬兰
- 斯洛維尼亞
- 加拿大
- 美国
- 墨西哥
- 巴西
- 新西兰
- 俄羅斯

## 比賽場館
是屆大學生冬季運動會共有8個比賽場館 ，分別為﹕
- 黑龙江省速滑馆 (速度滑冰)
- 黑龙江省滑冰馆 (冰壺)
- 哈尔滨理工大学滑冰馆 (短道速滑)
- 哈尔滨国际会展体育中心体育馆 (花樣滑冰、開閉幕式)
- 哈尔滨冰球馆 (冰球)
- 哈尔滨体育学院大学生滑冰馆 (冰球)
- 亚布力滑雪中心 (跳台滑雪、北欧两项、高山滑雪、越野滑雪、自由式滑雪)
- 帽儿山滑雪场 (单板滑雪、冬季两项)